# Göteborgs Närradioförening
Göteborgs Närradioförening (GNF) är en radiostation som enbart finns i Västra Götalandsregionen. 1979 sände man för första gången från frekvens 94,9 MHz. Vid sent 1980-tal började man sända från frekvens 103,1 MHz. År 2001 började Göteborgs Närradioförening även sända radio på persiska och kurdiska på 102,6 MHz. På Göteborgs Närradioförening-stationerna spelas klassisk och samtida musik. Lokalnyheter ges även på bland annat kurdiska, persiska.